# КУЛП
КУЛП (курс учебно-лётной подготовки) — руководство, определяющее методику обучения пилотов. Для разных типов воздушных судов имелся свой КУЛП. Содержимое курса состояло из двух основных частей: теоретической и лётной подготовки.

## Советский Союз
Обучение пилотов в аэроклубах ДОСААФ проходило с использованием КУЛП. В названии курса содержится год утверждения, а также может быть указан тип ВС. В ДОСААФ существовали следующие курсы:
- КУЛПП (1938) — Курс учебно-лётной планерной подготовки  (был в ГТО II ступени 1939 года).
- КУЛП-САО-С-86 — Курс учебно-лётной подготовки спортивных авиационных организаций ДОСААФ на самолётах[1]. (Як-52)
- КУЛП-Л-29-80 — Курс учебно-лётной подготовки на самолёте Л-29
- КУЛП В-83 — Курс учебно-лётной подготовки на вертолёте Ми-2 первый год обучения.
- КУЛП СВ-85-Ми-2 — Курс учебно-лётной подготовки на вертолёте Ми-2 второй год обучения
- КУЛП-Ми-8-84 — Курс учебно-лётной подготовки на вертолёте Ми-8
- КУЛП-СД-87 — Курс учебно-лётной подготовки спортсмена дельтапланериста
- КУЛП-ПАСО-86 — Курс учебно-лётной подготовки планерных авиационно-спортивных организаций (Бланик). С марта 2013 года его заменил КУЛП-ПСБ-2013 (Курс учебно-лётной подготовки на планерах и самолётах-буксировщиках в авиационных организациях ДОСААФ России).

В военных авиационных училищах также использовался КУЛП:
- КУЛП Л-29-72 — Курс учебно-лётной подготовки на самолёте Л-29
- КУЛП УС ИА-90 — Курс учебно-лётной подготовки на учебном самолёте истребительной авиации (L-39)

В Министерстве гражданской авиации
- КУЛП Ан-2 1972 — Методические указания по лётному обучению курсантов-пилотов на самолёте Ан-2 МГА СССР

## В России
В ДОСААФ:
- Курс учебно-лётной подготовки на учебных и спортивных самолётах авиационных организаций ДОСААФ России (КУЛП С и УС)